# Bonoman

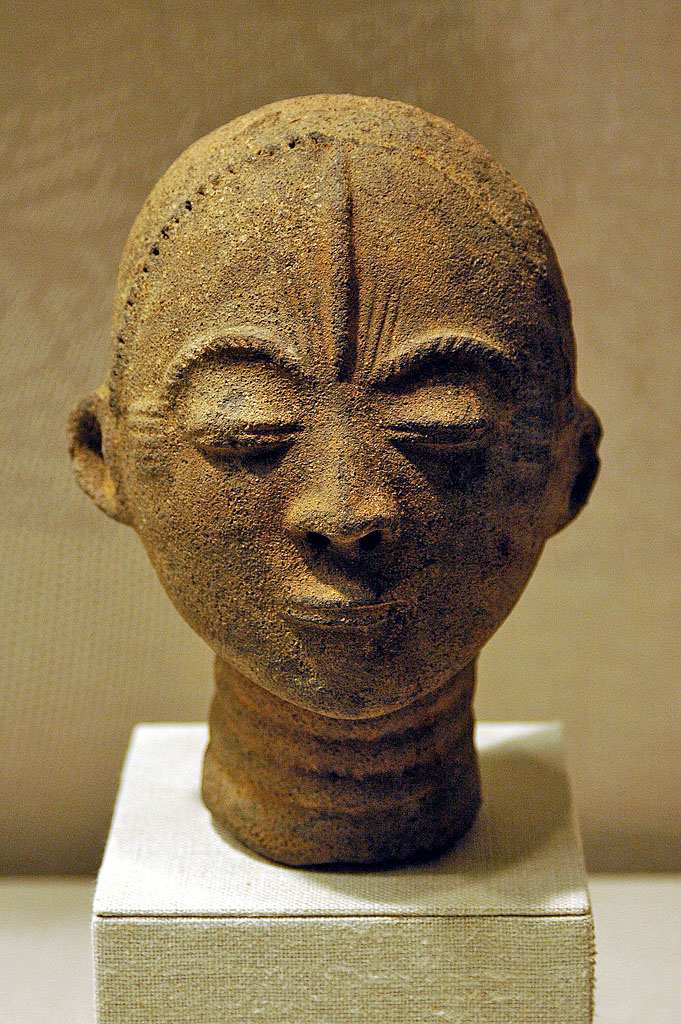
Testa memoriale Akan, XVII secolo, Ghana. Esposta presso il Metropolitan Museum of Art di New York

Bonoman (stato Bono) fu uno stato commerciale creato dagli Abron, che alla fine portò ricchezza agli Akan. 
Bonoman fu un impero medievale Akan, situato in quella che oggi è la Regione di Brong-Ahafo in Ghana ed in Costa d'Avorio orientale. Viene solitamente accettata l'ipotesi che sottogruppi degli Akan siano migrati partendo da questo stato in vari periodi, per creare nuovi stati Akan in cerca di oro. Il commercio dell'oro, che esplose a Bonoman all'inizio del XII secolo, fu la sorgente del potere e della ricchezza Akan nella regione, all'inizio del Medioevo.

## Origine
Si dice che il popolo di Bonoman provenisse da nord, da quello che oggi è chiamato Sahel.

## Centri di commercio utilizzati dallo stato

### Bono Manso
Bono Manso (noto anche come Bono Mansu) fu un'area commerciale situata nell'antico stato di Bonoman e un importante centro in quella che oggi è la regione ghanese di Brong-Ahafo. Situata poco a sud del fiume Volta Nero, nella zona di transizione tra savana e foresta, la città era frequentata da carovane provenienti da Djenné, facendo parte delle vie commerciali trans-sahariane. Tra i beni commerciati c'erano cola, sale, cuoio ed oro; l'oro era la più importante delle merci commerciate a partire dalla metà del XIV secolo.

### Begho
Begho (Bighu o Bitu) fu un'antica città di mercato situata poco a sud del Volta Nero, tra savana e foresta (attuale Ghana, parte nord-occidentale della regione di Brong-Ahafo). La città, al pari di Bono Manso, fu molto importante come porto franco frequentato dalle carovane settentrionali provenienti dal Mali a partire dal 1100. Vi si commerciava avorio, sale, cuoio, oro, cola, abiti e leghe di rame.
Gli scavi archeologici hanno portato alla luce strutture in muratura datate tra il 1350 ed il 1750, oltre a ceramiche di ogni tipo, pipe e prove di lavorazione del ferro. Con una probabile popolazione di oltre 10000 persone, Begho era una delle città più popolose della parte meridionale dell'Africa occidentale al tempo dell'arrivo dei portoghesi nel 1471.

### Bonduku
Anche Bonduku era un centro di commercio dell'impero di Bonoman. Diede origine allo stato di Gyaman, chiamato anche regno di Jamang. Lo stato esistette tra il 1450 ed il 1895, e si trovava negli attuali Ghana e Costa d'Avorio.

## Struttura delle città di Bonoman
Basandosi sugli scavi, sulla datazione al carbonio e sulle tradizioni orali locali, Effah-Gyamfi (1985) ipotizzò tre distinte fasi urbane. Secondo lui nella prima fase (XIII/XV secolo) il centro urbano era relativamente piccolo e le città erano popolate da migliaia di persone, ma tutte vivevano nel centro urbano. Gli edifici erano di canne. La ceramica dipinta di questo periodo è stata ritrovata in un raggio di 3,3 km.
Nella seconda fase (XVI/XVII secolo) il centro urbano era più vasto, composto soprattutto da case distribuite e da un nucleo rappresentato dal mercato. Esistono molte prove che dimostrano i commerci su lunga tratta, come ad esempio le perle di vetro e la ceramica mica rivestita, entrambi risalenti a questo periodo.

## Influenza sulla cultura Akan
Vari aspetti della cultura di Akan derivano da Bonoman, tra cui l'uso dell'ombrello per i re, le spade della nazione, gli sgabelli, l'oreficeria, la tessitura ecc.

## Caduta di Bonoman
La caduta dei vari stati Abron avvenne durante la nascita dei più potenti imperi Akan, soprattutto dell'impero di Ashanti. Molti fattori indebolirono queste nazioni, tra cui i conflitti per il potere, per le tasse, e la mancanza di accesso diretto alla costa che stava aumentando l'influenza di molti stati Akan. Alla fine del XIX secolo, l'intera Bonoman divenne parte dell'impero Ashanti.